# Томас, Айра
Айра Феликс Томас (англ. Ira Felix Thomas; 22 января 1881, Боллстон-Спа, Нью-Йорк — 11 октября 1958, Филадельфия, Пенсильвания) — американский бейсболист, кэтчер. Выступал в Главной лиге бейсбола с 1906 по 1915 год. Победитель Мировой серии 1910 и 1911 годов в составе «Филадельфии Атлетикс». После завершения карьеры игрока работал тренером и скаутом. Суммарно он проработал в структуре «Атлетикс» 47 лет.

## Биография
Айра Томас родился 22 января 1881 года в Боллстон-Спа во франко-канадской семье. В конце XIX века они переехали в Коллинзвилл в штате Коннектикут. Там Айра и его старший брат Альфонс начали играть в бейсбол. В 1902 года оба играли в профессиональных клубах. В течение нескольких лет выступлений за команды из Хартфорда, Ньюарка и Провиденса Томас закрепился в статусе одного из лучших кэтчеров лиги.
В середине августа 1905 года его контракт был выкуплен клубом «Нью-Йорк Хайлендерс». Оставшуюся часть сезона Томас доигрывал в фарм-клубе и в одной из игр получил серьёзную травму руки и плеча. Перспективы его восстановления были неясными, но главный тренер Кларк Гриффит решил оставить новичка в команде. В сезоне 1906 года Томас принял участие в 44 матчах, отбивая с показателем 20,0 %, и не смог составить конкуренцию основному кэтчеру «Хайлендерс» Реду Клейноу. В 1907 году он сыграл 80 матчей с эффективностью отбивания 19,2 %. Пресса регулярно критиковала Томаса за его низкую результативность и проблемы с ловлей отбитых вверх мячей, он конфликтовал с шортстопом команды Кидом Элберфелдом. После окончания сезона «Хайлендерс» подписали контракт с молодым кэтчером Уолтером Блэром, а Томас был обменян в «Детройт Тайгерс».
Сезон 1908 года он провёл в статусе второго кэтчера команды, сыграв в 40 матчах. В основном его задействовали против питчеров-левшей, против которых неудачно играл основной кэтчер Чарли Шмидт. Показатель отбивания Томаса вырос до 30,7 %, но он предотвратил только 28 % попыток кражи базы. «Тайгерс» выиграли чемпионат Американской лиги, но в Мировой серии проиграли «Чикаго Кабс» 1:4. Томас сыграл в третьем матче, единственном победном для «Детройта», набрав 1 RBI. После окончания сезона его за 4 000 долларов выкупила «Филадельфия Атлетикс».
Главный тренер «Атлетикс» Конни Мак, в прошлом кэтчер, уделял особое внимание изучению действий соперников на базах. Основная задача по предотвращению кражи баз в его команде была возложена на питчеров. Такой подход позволил скрыть проблемы Томаса с бросками и помог ему быстро адаптироваться в «Филадельфии». В апреле 1909 года от перитонита скончался Док Пауэрс и он стал основным кэтчером клуба. В чемпионате он провёл 84 матча, отбивая с показателем 22,3 %. Месяц Томас пропустил из-за перелома пальца на руке, самой распространённой травмы для кэтчеров того времени. В 1910 году он травмировал палец и спину, сыграв всего 60 матчей. «Атлетикс» в том сезоне выиграли чемпионат и вышли в Мировую серию, где встретились с «Кабс». Томас в финале выбил три хита и предотвратил шесть попыток соперников украсть базу. «Филадельфия» выиграла серию 4:1.
Сезон 1911 года стал для Томаса лучшим в карьере. Он сыграл 103 матча, отбивая с эффективностью 27,3 %. «Атлетикс» уверенно опередили «Детройт» в чемпионате Американской лиги, а в Мировой серии в шести матчах обыграли «Нью-Йорк Джайентс». Томас сыграл в четырёх матчах серии. В 1912 из-за травм и тонзиллита он смог сыграть только в 48 матчах. Команда значительно омолодила стартовую ротацию питчеров и по настоянию Мака Томас фактически исполнял обязанности их тренера. В 1913 году он был уже третьим кэтчером команды, сыграв всего 22 матча в регулярном чемпионате. «Филадельфия» в том сезоне снова обыграла «Джайентс» в Мировой серии, но Томас в этих играх участия не принимал. В этот период он стал одним из ведущих скаутов клуба.
Весной 1914 года Конни Мак назначил его капитаном команды. Томас не пользовался популярностью среди партнёров, считавших его брюзгой, многие считали, что он склонен читать мораль при первом удобном случае. Мак же видел его в роли, аналогичной современному ассистенту главного тренера, где требовались качества лидера, а также преданность клубу. Это решение стало причиной раскола команды на два лагеря: часть игроков была на стороне Томаса, другие хотели видеть капитаном Эдди Коллинза. «Атлетикс» снова вышли в Мировую серию, где проиграли «Бостон Брэйвз» в четырёх матчах. После неудачи Коллинз был обменян в «Чикаго Уайт Сокс», а Томас принял на себя основной огонь критики в прессе.
Тем не менее, в начале 1915 года Мак объявил, что новым капитаном команды станет Харри Дэвис. Томас вернулся к исполнению обязанностей играющего тренера питчеров. Восемнадцатого июня он провёл свой последний матч в Главной лиге бейсбола. Сезон 1916 года Томас провёл в тренерском штабе «Атлетикс», а затем ушёл, получив приглашение на пост главного тренера команды Уильямс-колледжа в Уильямстауне. Спортивный журналист и историк Эрни Ланиган писал, что его контракт на тот момент был самым большим в студенческом бейсболе. В колледже он проработал три сезона, одновременно занимаясь поиском игроков для «Атлетикс». В 1919 году Томас в четырёх матчах руководил командой Южной ассоциации «Атланта Крэкерс».
В начале 1920-х годов внимание Томаса привлёк нефтяной бум в Луизиане. Первые инвестиции были неудачными, но он продолжил заниматься бизнесом. В 1922 году он стал совладельцем команды «Шривпорт Гассерс», игравшей в Техасской лиге. В следующие два года Томас был её главным тренером. В конце 1924 года он продал долю в клубе и вернулся в «Атлетикс», где продолжил работать тренером питчеров и скаутом. Клубу он посвятил почти всю оставшуюся жизнь. Поиск игроков для «Филадельфии» он совмещал с консультациями тренерского штаба команды Пенсильванского университета и продолжал заниматься инвестициями в нефть и недвижимость.
В 1954 году «Атлетикс» переехали из Филадельфии в Канзас-Сити. Томас получил предложение и дальше работать скаутом, но попал в автомобильную аварию и получил серьёзные травмы. В конце 1955 года его уволили после 47 лет, проведённых в организации. В сезоне 1956 года Томас работал в тренерском штабе «Нью-Йорк Янкис», после чего ушёл на пенсию. Он скончался в Филадельфии 11 октября 1958 года.